# Adrian Bretting
Adrian Bretting (ur. 30 sierpnia 1988) – niemiecki wioślarz.

## Osiągnięcia
- Mistrzostwa Świata – Linz 2008 – ósemka wagi lekkiej – 2. miejsce[1].
- Mistrzostwa Świata U-23 – Račice 2009 – dwójka bez sternika wagi lekkiej – 6. miejsce[1].